# 7008 Pavlov
7008 Pavlov este un asteroid din centura principală, descoperit pe 23 august 1985, de Nikolai Cernîh.